# Пацюк кучера
«Пацюк кучера» (англ. The Coachman Rat) — альтернативна версія класичної казки про Попелюшку. Написана дитячим письменником Девідом Генрі Вілсоном, вперше опублікована 1989 року.

## Сюжет
Роман розповідає життя Роберта, щура, який перетворився на кучера в ту доленосну ніч, коли Амадея (Попелюшка) закохалася в Прекрасного принца. Більша частина роману — розповідь про наслідки тієї ночі, коли Роберт перетворився на щура о півночі тієї ночі, але все ще зберігав здатність говорити; потім кучер розпочав пошуки Мари, «жінки світла» (або Казкової хрещеної матері) в надії стати постійно людиною.

## Відгуки
Кіркус назвав «Пацюка кучера» інтелектуальним та «добре написаним», але «прогнозованим». Полін Морган (для Science Fiction Research Association Newsletter) назвала роман з розмовляючим щуром-вигнанцем «алегорією XX століття». Про нього також згадував «Бібліотечним журналом», який визнав «Пацюка кучера» «максимально рекомендованим», але похмурим портретом «Європи на межі Просвітництва», аналогічної точки зору дотримувалися й у журналі «Локус».